# Walmart
Walmart, Inc. ([ˈwɔːlmɑːrt], «Уолмарт») — американская компания, управляющая крупнейшей в мире сетью оптовой и розничной торговли, действующей под торговой маркой Walmart. Штаб-квартира находится в Бентонвилле в штате Арканзас. Основными регионами деятельности являются США и Мексика, также значительно присутствие в Канаде, Чили, Центральной Америке, странах Африки и Китае (также до октября 2020 года Walmart владел сетью ASDA в Великобритании). Компания с 2003 года удерживает 1-е место в Fortune 500 (исключая 2006 и 2009 годы). Также регулярно возглавляет мировой рейтинг Global Powers of Retailing, составляемый компанией Deloitte, на Walmart приходится 10 % общей выручки всех участников Топ-250.

## История
Компания была основана 2 июля 1962 года в городе Роджерс в штате Арканзас Сэмом Муром Уолтоном. Свой первый магазин он приобрёл в 1945 году на правах франчайзинга у сети Ben Franklin, к концу 1950-х годов ему с братом Джеймсом Лоуренсом Уолтоном принадлежало 9 магазинов этой сети. Он предложил владельцам сети идею открытия в небольших городах крупных торговых центров с ценами, близкими к оптовым. Получив отказ, в 1962 году открыл свой первый собственный магазин, назвав его Wal-Mart Discount City. В названии магазина «Wal» является сокращением фамилии «Walton» (Уолтон), а «Mart» — распространённое сокращение слова «market» (лавка, магазин, рынок). К концу 1960-х годов было открыто 18 торговых центров Wal-Mart, в октябре 1969 года компания Wal-Mart Stores, Inc. была зарегистрирована, в 1970 году стала публичной, в 1972 году вошла в листинг Нью-Йоркской фондовой биржи. В начале 1970-х годов компания начала строить собственные склады, что, в сочетании с небольшими расходами на рекламу, позволяло удерживать цены ниже, чем у конкурентов. В 1977 году были куплены 16 магазинов сети Mohr-Value, в следующем году сфера деятельности была расширена с покупкой сети обувных магазинов Hutchenson Shoe Company и основанием подразделений фармацевтики, станций техобслуживания и ювелирных изделий. К 1979 году у компании было 276 торговых центров в 11 штатах, оборот достиг 1,25 млрд долларов.
В 1983 году были открыты первые три оптовых торговых центра Sam’s Club, к 1991 году их число достигло 148. В 1987 году компания открыла первый торговый центр формата Hypermart USA, который помимо супермаркета включал также рестораны, банки, детские игровые площадки и т. д., однако этот формат оказался малоэффективным и в 1990-е годы компания перешла к меньшему по размеру формату Wal-Mart Supercenters (площадью около 10 тысяч м²). К 1988 году, когда основателя на посту президента сменил Дэвид Гласс, компания была представлена в 24 штатах, у неё было 1182 торговых центра и 90 клубов оптовой торговли. В то же время компания подвергалась критике за жёсткие отношения с поставщиками, вытеснение меньших конкурентов, высокую долю импортных товаров (25—30 %).
В 1990 году Wal-Mart стала крупнейшей сетью розничной торговли в США и продолжала быстро расширяться. В 1990 году были куплены техасская компания Western Merchandise, Inc., поставлявшая книги, музыкальную и видеопродукцию и McLane Company, Inc. В 1991 году была поглощена сеть клубов оптовой торговли The Wholesale Club, Inc., слитая с Sam’s Club. Также в 1991 году было образовано совместное предприятие с крупнейшей торговой сетью Мексики Cifra, S.A. de C.V. Со смертью Сэма Уолтона пост председателя правления занял его старший сын Робсон Уолтон. В 1993 году в репортаже на канале NBC компанию Wal-Mart обвинили в использовании детского низкооплачиваемого труда в Бангладеш при производстве товаров, помеченных как сделанные в США.
К середине 1990-х годов компания достигла пределов роста на домашнем рынке и начала экспансию за рубеж. В 1994 году в Канаде за 335 млн долларов были куплены 122 магазина Woolco у Woolworth Corporation. В последующие годы были созданы совместные предприятия в Аргентине, Бразилии и Китае; в 1997 году за 1,2 млрд долларов был куплен контрольный пакет акций мексиканского партнёра Cifra. Освоение Европы началось с Германии, где в декабре 1997 года за 880 млн долларов была куплена сеть Wertkauf, состоявшая из 21 гипермаркета. Через год у SPAR Handels AG была куплена ещё одна сеть, Interspar, состоявшая из 74 гипермаркетов. В 1999 году в Великобритании за 10,8 млрд долларов была куплена компания ASDA Group plc, которая управляла 229 торговыми центрами и имела оборот в 13,2 млрд долларов. В конце 1990-х годов также расширялось присутствие в Азии: было увеличено количество торговых центров в Китае и осуществлён не особенно удачный выход на рынки Кореи и Индонезии. К 1998 году на зарубежные операции приходилось 6,4 % оборота (7,5 млрд долларов), в это время (с 1997 года) Wal-Mart Stores вошла в число 30 компаний, составляющих промышленный индекс Доу Джонса. На рынке США компания начала развивать формат мини-маркета (англ. Neighborhood Market), торговая площадь в котором не превышает 4000 м².

Торговый центр Wal-Mart в глубинке США

В 2000 году президентом компании был назначен Ли Скотт, под руководством которого Wal-Mart Stores продолжала рост. В 2002 году была куплена 35-процентная доля японской компании Seiyu, Ltd. В 2003 году оборот компании достиг 244,52 млрд долларов и Wal-Mart Stores, Inc. стала крупнейшей компанией в мире, а также крупнейшим неправительственным работодателем. На Wal-Mart приходилось 10 % американского импорта из Китая, ориентированность компании на низкие цены играла существенную роль в низком уровне инфляции в США. Однако статус крупнейшей компании навлекал и изрядную долю критики в отношении того, как был достигнут такой успех. В частности вопросы возникали относительно отношений с сотрудниками: коэффициент текучести кадров среди почасовых работников составлял 44 % за год, средняя заработная плата рядовых сотрудников была ниже федерального прожиточного минимума, сотрудников принуждали работать сверхурочно, имела место дискриминация по признаку пола, в связи с чем против компании было подано множество как коллективных, так и индивидуальных судебных исков. Wal-Mart также обвиняли в нарушении антикоррупционного законодательства США при расширении присутствия в Мексике, Бразилии и странах Азии.
К 2005 году объём импорта сети магазинов Wal-Mart из Китая достиг 1 % ВВП этой страны.
В 2006 году были закрыты южнокорейский и немецкий проекты Wal-Mart. На южнокорейском рынке работали 11 крупных розничных магазинов. Wal-Mart несколько лет пытался преодолеть порог безубыточности на рынке, но администрация сети была вынуждена признать своё поражение и продать торговые точки конкуренту. В Германии ежегодные потери сетей Interspar и Wertkauf составляли 100 млн долларов. 27 июля 2006 года появилось официальное сообщение о продаже Wal-Mart 85 магазинов, в которых работало свыше 11 тысяч человек, совокупный оборот составлял 2 млрд евро в год. Покупателем стала компания Metro Group.
В 2011 году за 4 млрд долларов был куплен 51 % акций южноафриканской компании Massmart Holdings Ltd, владевшей сетью супермаркетов в ЮАР, а также в ряде других стран Африки.
В 2016 году, в Калифорнии, компания Walmart была оштрафована на 1 млн долларов за то, что продавала полиэтиленовые пакеты как биоразлагаемые, хотя тестирования показали, что они не разлагаются в почве на 100 %.
8 августа 2016 года Walmart объявил о покупке за 3 млрд долларов одной из самых быстрорастущих онлайн-маркетплейс компаний Jet.com, и по условиям сделки основатель и генеральный директор Марк Лор и топ-менеджмент компании Jet.com должны были присоединится к команде Walmart и руководить отделом онлайн-продаж ретейлера в течение нескольких лет.
9 мая 2018 года Walmart объявил о покупке 77 % в лидере индийского рынка электронной коммерции Flipkart за 16 млрд долларов. Это стало крупнейшим приобретением в истории Walmart и крупнейшей сделкой в истории интернет-торговли. Инвесторы негативно отреагировали на сообщение Walmart о сделке с Flipkart, скептически оценивая перспективы компании на индийском рынке. Акции Walmart после сделки подешевели на 3,1 %.
2 октября 2020 года было объявлено о продаже дочернего предприятия ASDA, базирующегося в Великобритании за 6,8 млрд фунтов стерлингов новому собственнику. В 2021 году была продана сеть в Аргентине, а в 2022 году — в Японии.
3 июня 2021 года компания объявила о бесплатной раздаче своим сотрудникам смартфонов Samsung Galaxy XCover Pro. К концу года их должны были получить 740 тыс. человек. Рабочее приложение Me@Walmart на этих смартфонах должно было помочь контролировать работу сотрудников.

## Собственники и руководство
Крупнейшими держателями акций компании являются наследники основателя компании Сэма Уолтона через Walton Enterprises LLC (43 %) и Walton Family Holdings Trust (5,3 %). Дети Сэма Уолтона Роб, Элис и Джим с состоянием около 60 млрд долларов входят в число самых богатых семей США.
- Грег Пеннер (англ. Greg Penner), род. 18 декабря 1969 года в Атертоне (Калифорния) — председатель правления с 2015 года, член совета директоров с 2008 года. Зять Робсона Уолтона (англ. S. Robson Walton), после отставки которого и занял этот пост. Образование: Джорджтаунский университет и Стэнфордская высшая школа бизнеса[21].
- Дуглас Макмиллон (англ. Doug McMillon), род. 17 октября 1966 года в Мемфисе (Теннесси) — президент и главный исполнительный директор с 2014 года, с 2009 по 2014 год был вице-президентом и возглавлял международное подразделение компании, с 2005 по 2009 год возглавлял подразделение Sam’s Club; в компании с 1984 года. Окончил университет Арканзаса и университет Талсы[22][23].

Хиллари Клинтон, жена президента США Билла Клинтона, была членом совета директоров Wal-Mart в 1986—1992 годах.

## Деятельность
Walmart — крупнейшая в мире розничная сеть, в которую по состоянию на 2022 год входило более 10 500 магазинов в 24 странах мира. В их числе — как гипермаркеты, так и универсамы, продающие продовольственные и промышленные товары, а также лекарства. Кроме этого Walmart принадлежит ряд интернет-магазинов. Основные конкуренты Walmart на розничном рынке США — сети Home Depot, Kroger, Sears Holdings Corporation, Costco и Target.

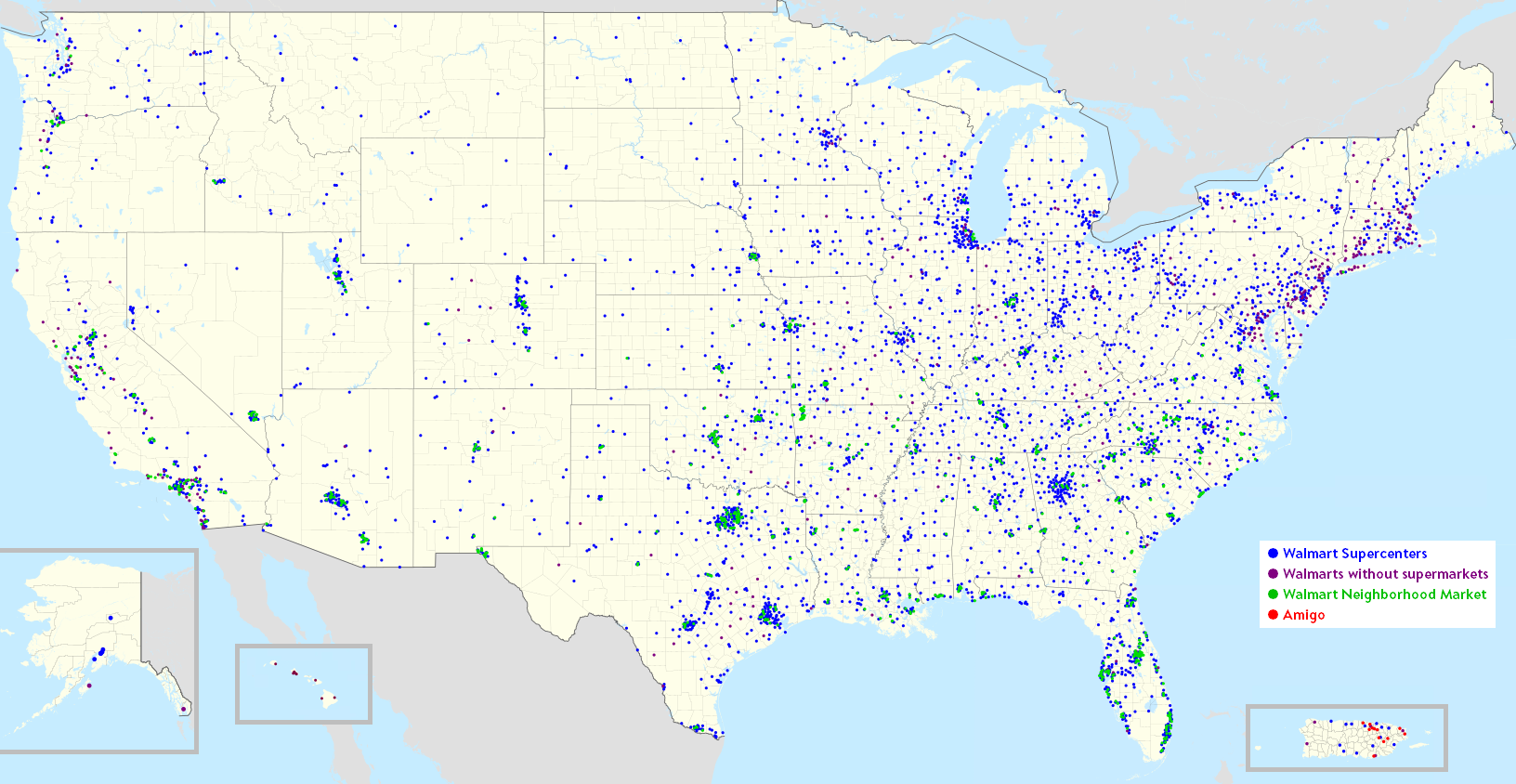
Walmart в США

Walmart, Inc. состоит из трёх основных подразделений:
- США (Walmart U.S.) — розничная торговля и торговля через интернет, а также связанные финансовые услуги, такие как денежные переводы, обналичивание чеков, предоплаченные карты; включает 3573 супермаркета, 370 дисконт-центров и 799 мини-маркетов; наиболее широко представлен в штатах Техас (519), Флорида (340), Калифорния (291), Северная Каролина (194), Джорджия (191), Иллинойс (165), Огайо (147), Пенсильвания (139), Миссури (139), Теннесси (137), Виргиния (136), Алабама (131), Луизиана (124), Оклахома (123), Арканзас (118), Индиана (114), Аризона (113), Южная Каролина (110), Нью-Йорк (108), Мичиган (102); на подразделение приходится 69 % выручки.

Международное присутствие Walmart

- Международное (Walmart International) — оптовая и розничная торговля вне территории США; включает 5251 супермаркетов, из них 332 оптовых; Walmart International наиболее широко представлен в Мексике, где находятся 2755 супермаркетов компании, другими значимыми рынками являются: страны Центральной Америки (864), страны Африки (414), Канада (408), Китай (397), Чили (384), Индия (29); 18 % выручки.
- Sam’s Club — деятельность клуба в США; 600 клубов; 13 % выручки.

В списке крупнейших публичных компаний мира Forbes Global 2000 за 2022 год компания заняла 23-е место; также заняла 10-е место среди крупнейших компаний США и 19-е место в списке самых дорогих брендов мира.

### Показатели деятельности
|                       | 2001…  | 2006…  | 2011  | 2012  | 2013  | 2014  | 2015  | 2016  | 2017  | 2018  | 2019  | 2020  | 2021  | 2022  | 2023  | 2024  |
| --------------------- | ------ | ------ | ----- | ----- | ----- | ----- | ----- | ----- | ----- | ----- | ----- | ----- | ----- | ----- | ----- | ----- |
| Оборот                | 178,0… | 308,9… | 421,8 | 447,0 | 468,7 | 476,3 | 485,7 | 482,1 | 485,9 | 500,3 | 514,4 | 524,0 | 559,2 | 572,8 | 611,3 | 648,1 |
| Чистая прибыль        | 6,235… | 11,23… | 15,36 | 15,77 | 16,96 | 15,92 | 16,18 | 14,69 | 13,64 | 9,862 | 6,670 | 14,88 | 13,51 | 13,67 | 11,68 | 15,51 |
| Активы                | 74,32… | 136,2… | 180,8 | 193,4 | 202,9 | 204,5 | 203,5 | 199,6 | 198,8 | 204,5 | 219,3 | 236,5 | 252,5 | 244,9 | 243,2 | 252,4 |
| Собственный капитал   | 31,41… | 53,17… | 68,54 | 71,32 | 76,34 | 76,26 | 81,39 | 80,55 | 77,80 | 77,87 | 72,50 | 74,67 | 80,93 | 83,25 | 76,69 | 83,86 |
| Торговых точек, тысяч | 4,073… | 6,037… | 8,970 | 10,13 | 10,77 | 10,94 | 11,45 | 11,53 | 11,69 | 11,72 | 11,36 | 11,50 | 11,44 | 10,50 | 10,62 | 10,62 |

Примечание. Данные на 31 января, когда компания завершает финансовый год.

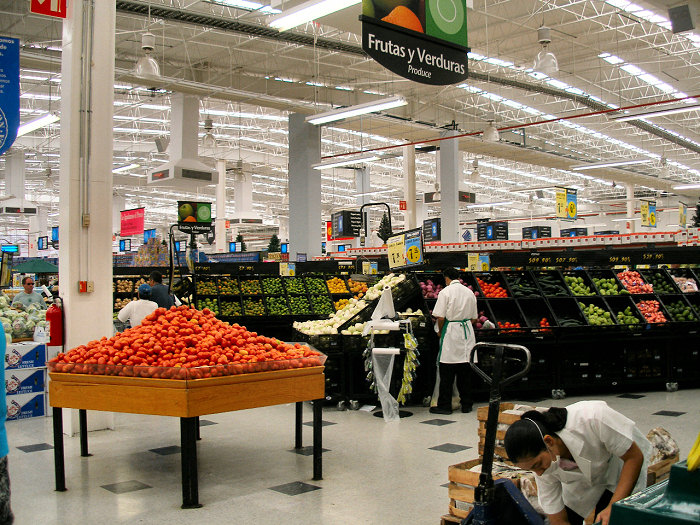
Внутри магазина Walmart

### Walmart в России
В 2008 году Walmart зарегистрировал дочернее юридическое лицо в России — ООО «ВМ eastern europe holdings, ЛЛК». Эта компания вступила в Ассоциацию компаний розничной торговли (АКОРТ), которая является главным лоббистом интересов российских торговых сетей.
Ещё до открытия офиса в России Walmart пытался купить сеть гипермаркетов «Карусель» у её основателей, а после приобретения сети X5 Group создать совместное предприятие на базе 5 магазинов, но сделка не осуществилась.
После открытия офиса в 2008 году, американский ретейлер стал серьёзно готовиться к приобретению 1-2 крупных игроков на рынке розничной торговли и нанял в штат более 30 российских специалистов под руководством Штефана Фандерля из Rewe Group в рамках подготовки к интеграции. К осени 2008 года компания являлась лидирующим покупателем в тендере на приобретение 89 % петербургской сети гипермаркетов «Лента», но сделка сорвалась из-за кризиса.
В 2009—2010 годах Walmart был одним из основных претендентов на покупку сети «Копейка» у компаний, принадлежавших владельцу ФК «Уралсиб» Николаю Цветкову, и вёл переговоры с несколькими сетями из списка топ-10. Однако после приобретения «Копейки» российским ретейлером X5 Retail Group за 51,5 млрд рублей и из-за отсутствия прогресса в переговорах о приобретении петербургской сети «О’Кей» в начале декабря 2010 года Walmart принял решение о закрытии российского представительства. По словам президента Walmart Дага Макмиллона, компания остаётся заинтересованной в российском продуктовом рынке, но не видит партнёров для сотрудничества в ближайшей перспективе.

## Критика
Walmart, как и многие другие дискаунтеры, часто становится объектом критики, в частности, из-за того, что они способствуют вытеснению с рынка мелких торговцев и маленьких семейных магазинов, осуществляют ценовое давление на поставщиков, «выжимая» из них меньшие закупочные цены, отрицательно влияют на экологию, нарушают права линейного персонала и так далее.
Walmart получила известность своим жёстким противодействием деятельности профсоюзных организаций на территории своих магазинов.
В 2001 году в свет вышла книга «Считая гроши: как (не) свести концы с концами в Америке» (Nickel and Dimed: On (Not) Getting By In America) Барбары Эренрейх. Эта книга описывала Walmart изнутри и содержала многочисленные описания нарушений прав работников при работе в компании.

## Дочерние компании
Основные дочерние компании по состоянию на 2022 год:
- США:
  - Wal-Mart Stores East, LP (100 %)
  - Wal-Mart Stores Texas, LLC (100 %)
  - Wal-Mart Property Company (100 %)
  - Wal-Mart Real Estate Business Trust (100 %)
  - Sam’s West, Inc. (100 %)
  - Sam’s East, Inc. (100 %)
  - Sam’s Property Company (100 %)
  - Sam’s Real Estate Business Trust (100 %)
- Мексика:
  - Wal-Mart de Mexico, S.A.B. de C.V. (71 %)
- Канада:
  - Wal-Mart Canada Corp. (100 %)
- Сингапур:
  - Flipkart Private Limited (75 %)
- Чили:
  - Walmart Chile S.A. (100 %)
- ЮАР:
  - Massmart Holdings Ltd. (53 %)
- Острова Кайман:
  - Qomolangma Holdings Ltd. (100 %)